# Simsang
Simsang (kor. 심상, chiń. 審祥 py Shĕnxiáng, jap. Shinjō; zm. 742) – koreański mnich buddyjski związany ze szkołą huayan. Założyciel japońskiej wersji szkoły kegon.

## Biografia
Pochodził z królestwa Silli. Aby znaleźć dobrego nauczyciel udał się do Chin, gdzie studiował nauki szkoły huayan u trzeciego patriarchy tej szkoły - Fazanga (643-712).
Przed 740 r. (być może w 736 r.) przybył do Japonii, gdzie zamieszkał w klasztorze Daian. O jego przybyciu do klasztoru usłyszał Rōben Sōjō i zażądał, aby wygłosił wykład na temat Sutry Awatamsaki, jednak Simbyong odmówił. Jednak w 740 r. zaakceptował cesarskie zaproszenie do wykładu o tej sutrze. Wykład odbył się w budynku nazwanym później Lotosowym w klasztorze Tōdai. Shinjō (bo tak brzmiało jego buddyjskie imię w wersji japońskiej) odbył wykład na temat 60-zeszytowej wersji sutry. Asystowało mu trzech mnichów. Seria wykładów trwała trzy lata. Cesarz i notable dworscy obecni byli na pierwszym wykładzie.
Od tego czasu klasztor Tōdai stał się miejscem propagowania nauk zawartych w Sutrze girlandowej, która w okresie Nary stała się główną sutrą buddyzmu tych czasów.
Shinjō miał wielu uczniów, jednym z nich był Rōben.

## Szkołakegon
- Fazang (643-712)

- Shinjō (zm. 742) (Simsang, Koreańczyk) Pierwszy patriarcha szkoły kegon

- Rōben Sōjō (689-773) Drugi patriarcha szkoły kegon

- Jitchū (zm. 824)